# Угорська соціалістична робітнича партія
Угорська соціалістична робітнича партія (УСРП, угор. Magyar Szocialista Munkáspárt вимовляється [ˈmɒɟɒr ˈsot͡sijɒliʃtɒ ˈmuŋkaːʃpaːrt], MSZMP) — правляча партія угорських комуністів в 1956 —1989 роках. 7 жовтня 1989 партію перетворено на соціал-демократичну, що отримала назву Угорська соціалістична партія (УСП).

## Історія
Офіційно створена 1 листопада 1956 замість розпущеної 30 жовтня з ініціативи прем'єр-міністра Імре Надя Угорської партії трудящих (УПТ). Рішення про розпуск УПТ ухвалила Президія Центрального керівництва УПТ, вона ж сформувала Тимчасовий виконком з 7 осіб на чолі з Яношем Кадаром. До його складу також увійшли Ференц Донат, Шандор Копачі, Геза Лошонці, Дьйордь Лукач, Імре Надь і Золтан Санто. Через те, що у Тимчасовому виконкомі переважали прихильники Імре Надя, після придушення Угорської революції, 4 листопада 1956 сформовано Тимчасовий Центральний комітет УСРП.
11 листопада 1956 року Кадар провів в Будапешті перше засідання Тимчасового Центрального комітету УСРП з 23 членів і 11 кандидатів. Після цього почався процес створення нової партійної структури. Перший пленум Тимчасового ЦК пройшов 2, 3 і 5 грудня 1956 року в Будапешті.
УСРП реорганізовано на базі колишніх кадрів і структур УПТ Яношем Кадаром і групою активістів за підтримки СРСР. Кадар і його прихильники були до певного моменту союзниками Імре Надя, лідера Угорської революції, оскільки, як і він, заперечували сталінізм та інші крайнощі, властиві поваленому режиму Ракоші — Гере, однак, на відміну від Надя, були прихильниками збереження тісних зв'язків з СРСР (Надь прагнув виходу Угорщини з Варшавського блоку і її нейтралітету) і в той же час — широкої політичної амністії за принципом «хто не проти нас, той з нами» (Надь закривав очі на розправи над колишніми активістами режиму Ракоші).
УСРП орієнтувалася на ідеологію марксизму-ленінізму, однак, на відміну від колишньої УПТ, розпущеної після Угорської революції, відмовилася від ідеології сталінізму, допускала в економіці багато елементів приватної власності на засоби виробництва і підприємництва.
Першим секретарем, а з 28 березня 1985 року — Генеральним секретарем ЦК УСРП був Янош Кадар (1 листопада 1956 — 22 травня 1988), з 22 травня 1988 до 7 жовтня 1989 — Карой Грос. Кадар з 22 травня 1988 по 10 травня 1989 року обіймав церемоніальну посаду Голови Партії. З 24 червня 1989 року на чолі партії стояла Президія у складі: голова партії Реже Ньерш, генеральний секретар Карой Грос, прем'єр-міністр Міклош Немет, державний міністр Імре Пожгаі. За винятком К. Гроса, члени нової Президії прагнули до відмови від керівної ролі УСРП в Угорщині, ідеології марксизму-ленінізму і переходу партії на платформу соціал-демократії, тому влада в партії перейшла від Гроса до групі його опонентів, хоча Грос формально і обіймав вищу посаду в ній.
З розвалом так-званого «соціалістичного табору», 7 жовтня 1989 року партію перетворено на соціал-демократичну, що отримала назву Угорська соціалістична партія (УСП). Противники перетворень в партії, які зберегли вірність ідеології марксизму-ленінізму, виявилися на партійному з'їзді в меншості. Відокремившись від УСП, 17 грудня 1989 вони утворили нову партію під колишньою назвою УСРП, а її головою обрано Дьюла Тюрмер. На початку 1990 року УСРП за офіційною чисельністю була найчисленнішою партією Угорщини, однак не мала підтримки і зазнала нищівної поразки на перших вільних парламентських виборах.
У 1993 році нову УСРП перейменовано на Угорську робітничу партію, яка пізніше розкололася на Угорську комуністичну робітничу партію на чолі з Тюрмером і Угорську робітничу партію.

## Організаційна структура
Вищий орган УСРП — з'їзд (угор. kongresszus), виконавчий орган — Центральний Комітет (угор. Központi Bizottság), між засіданнями — Політбюро (угор. Politikai Bizottság), виконавчі органи місцевих організацій — окружні комітети (угор. megyei bizottság), міські комітети (угор. városi bizottság) і громадські комітети (угор. községi bizottság), виконавчі органи первинних організацій — заводські комітети (угор. Üzemi bizottság).
Партія мала свою воєнізовану структуру — «робітничу міліцію» (lang-hu|Munkásőrség}}), яку послідовно очолювали генерали Лайош Халаш, Арпад Папп і Шандор Борбей. Командування «робітничої міліції» займало в партії найконсервативніші політико-ідеологічні позиції.

## З'їзди УСРП
Після утворення УСРП як правонаступниці КПУ і УПТ нумерація з'їздів була продовжена від VI з'їзду УПТ.
- VII з'їзд УСРП (30 листопада — 5 грудня 1959, Будапешт) — затвердив Директиви до 2-го п'ятирічного плану розвитку економіки (1961—1965), підтвердив курс на індустріалізацію країни. Поставлене завдання завершити будівництво основ соціалізму і перейти до побудови «повного соціалістичного суспільства».
- VIII з'їзд УСРП (20 — 24 листопада 1962, Будапешт) — констатував, що основи соціалізму в Угорщині побудовані.
- IX з'їзд УСРП (28 листопада — 3 грудня 1966, Будапешт) — затвердив Директиви до 3-го п'ятирічного плану (1966—1970) і схвалив основні принципи реформи господарського механізму.
- X з'їзд УСРП (23 — 27 листопада 1970, Будапешт) — констатував, що основні принципи господарської реформи себе виправдали, затвердив Директиви до 4-го п'ятирічного плану (1971—1975).
- XI з'їзд УСРП (17 — 22 березня 1975, Будапешт) — визначив завдання розвитку країни на перспективу 10-15 років і схвалив контрольні цифри 5-го п'ятирічного плану (1976—1980).
- XII з'їзд УСРП (24 — 27 березня 1980, Будапешт) — висунув завдання щодо зміцнення соціалістичних виробничих відносин і схвалив контрольні цифри 6-го п'ятирічного плану (1981—1986).
- XIII з'їзд УСРП (25 — 28 березня 1985, Будапешт) — поставив завдання продовжити роботу з будівництва «розвиненого соціалістичного суспільства» і затвердив плани 7-ї п'ятирічки (1986—1990). Замість посади Першого секретаря ЦК УСРП запроваджена посада Генерального секретаря ЦК УСРП, яку обійняв Янош Кадар.
- З'їзд «89» (6 — 9 жовтня 1989, Будапешт) — на з'їзді 7 жовтня 1989 ухвалено рішення про створення Угорської соціалістичної партії без офіційного оголошення про розпуск або саморозпуск УСРП.
- XIV з'їзд УСРП (17 — 18 грудня 1989, другий етап — січень 1990 року, Будапешт) — ухвалив рішення про продовження діяльності УСРП.

## Конференції УСРП
- Всеугорська конференція УСРП (27 — 29 червня 1957, Будапешт) — перший форум новоствореної партії. Ухвалила рішення про подальше зміцнення існуючого ладу.
- Конференція УСРП з ідеологічних питань (24 — 26 вересня 1964, Будапешт)
- Всеугорська конференція УСРП (20 — 22 травня 1988, Будапешт) — здійснила кадрові зміни в керівництві партії: Янош Кадар обійняв посаду Голови партії, посаду генерального секретаря передано Карою Гросу. Ухвалене рішення про проведення нових політичних і економічних реформ.

## Чисельність партії
- червень 1957 року — 346 000 членів
- вересень 1962 року — 511 965 членів
- 1970 рік — 662 397 членів
- березень 1980 року — 811 833 члена
- березень 1985 року — 870 992 члена
- осінь 1987 року — 880 000 членів
- кінець 1988 року — 801 000 членів
- жовтень 1989 року — 730 000 членів

У грудні 1989 року заявили про бажання залишитись в лавах УСРП 65 000 членів.